# Her Marriage Lines
Her Marriage Lines è un film muto del 1917 diretto da Frank Wilson,

## Trama
Un uomo falsifica il suo certificato di matrimonio per costringere un Lord a sposare sua sorella.

## Produzione
Il film fu prodotto dalla Hepworth.

## Distribuzione
Distribuito dalla Harma Photoplays, il film uscì nelle sale cinematografiche britanniche nel gennaio 1917.
Fu distrutto nel 1924 dallo stesso produttore, Cecil M. Hepworth. Fallito, in gravissime difficoltà finanziarie, Hepworth pensò in questo modo di poter almeno recuperare il nitrato d'argento della pellicola.